# Olszewo (województwo mazowieckie)
Olszewo – wieś w Polsce położona w województwie mazowieckim, w powiecie żuromińskim, w gminie Żuromin. Ma status sołectwa.
W latach 1975–1998 miejscowość położona była w województwie ciechanowskim.